# Yogi

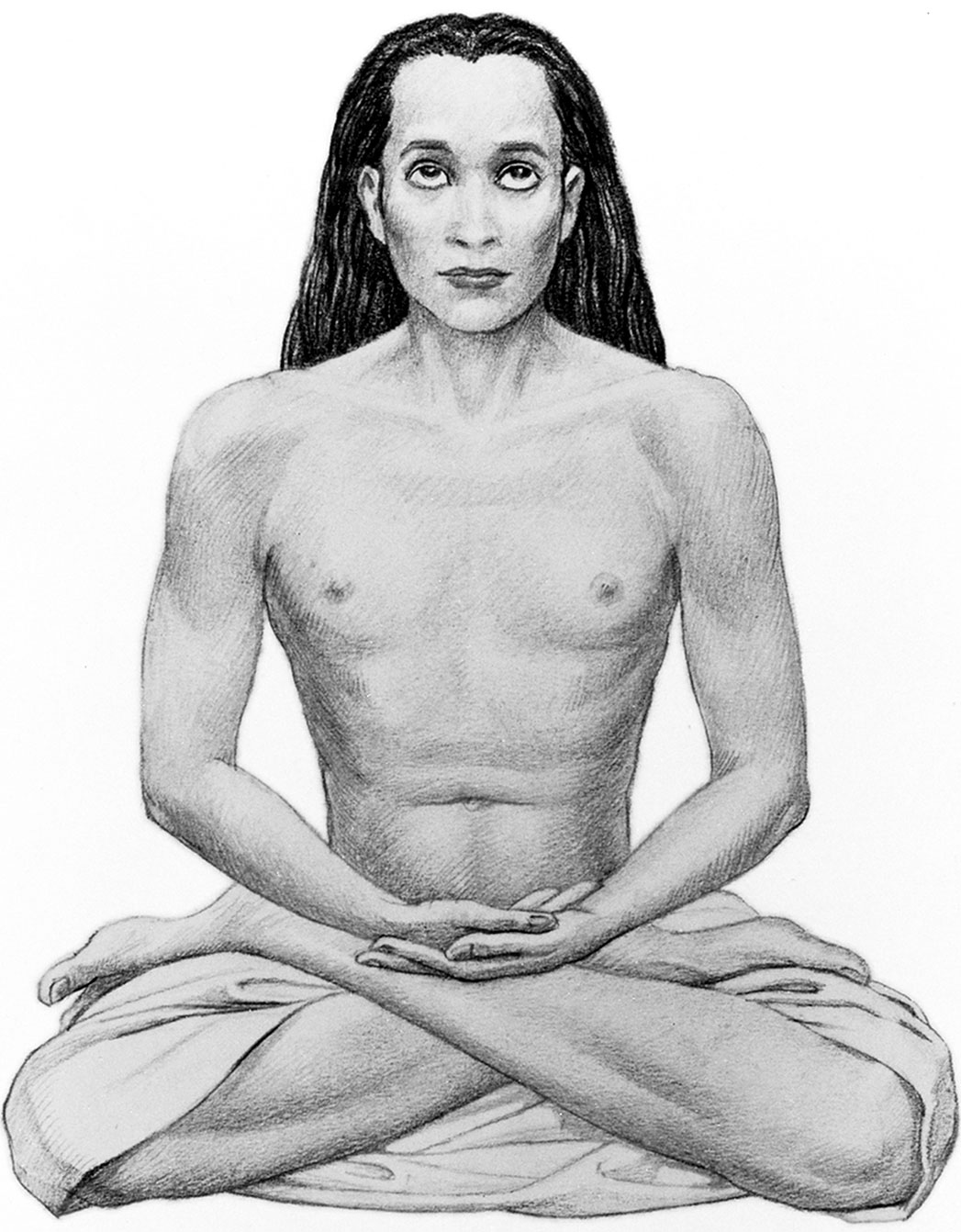
Mahavatar Babaji, een mythische yogi in de Himalaya

Een yogi is een beoefenaar van yoga (een sadhaka) die een hoge mate van toewijding in zijn beoefening heeft bereikt. Met yogini  wordt de vrouwelijke beoefenaar aangeduid. Het woord 'yoga' komt uit het Sanskriet van de stam yuj, wat zoiets als 'juk' of samenbrengen (synthese) betekent. Een yogi is iemand die zijn lichaam en geest onder volledige controle tracht te brengen. Het na te streven doel is tot volledig geluk (of: Zelfrealisatie) en kennis te komen. Een yogi wordt pas zo genoemd als yoga in al zijn aspecten gedurende de gehele dag en nacht zijn wezen beïnvloedt. Een Yogi is iemand die Yoga (vereniging met God) nastreeft of heeft bereikt.
De beoefenaar kan hiertoe verschillende wegen bewandelen, zoals bhakti, jnana, karma-yoga of integrale yoga (purna yoga). De keuze tussen de verschillende wegen wordt bepaald door de eigen aard van de beoefenaar. Kort gezegd zijn deze gericht op respectievelijk devotie (toewijding), kennis en onzelfzuchtige daden. Daarnaast zijn er vele verschillende systemen, zoals hatha, kriya, kundalini en raja-yoga. Uiteindelijk komen alle systemen bij elkaar en leiden ze tot hetzelfde eindresultaat. Elke aanpak biedt een ander perspectief om daar te geraken, met zijn elk eigen voor- en nadelen.
Yogabeoefening is altijd gericht op het bereiken van spirituele doelen of idealen, anders kun je eerder spreken van een afgeleide van yoga. Dit ligt besloten in de betekenis van het woord yoga in het Sanskriet, die eenwording met die spirituele doelen en idealen als kern heeft.
Belangrijke geschriften voor yogi's zijn onder andere de Yogasoetra's van Patanjali, de Bhagavad gita en het Srimad bhagavatam. Deze geschriften worden geacht de totale essentie van bhakti-, jnana- en karma-yoga te omvatten. Andere belangrijke geschriften zijn de Hatha yoga pradipika, Ashtavakra samhita, Shiva samhita, Gheranda samhita en de Veda's. Ook kent het Tibetaans boeddhisme (vajrayana) een lange yogatraditie met vele geschriften.
Yogi's die een grote invloed hadden op het verspreiden van yoga in het Westen zijn Paramahansa Yogananda, Sivananda Saraswati, B.K.S. Iyengar en Swami Vivekananda.